# Far de Melilla
El far de Melilla és el far de la ciutat espanyola de Melilla, està situat al carrer Miguel Acosta de Melilla la Vella i forma part del Conjunt Històric Artístic de la Ciutat de Melilla, un Bé d'Interès Cultural.

## Història

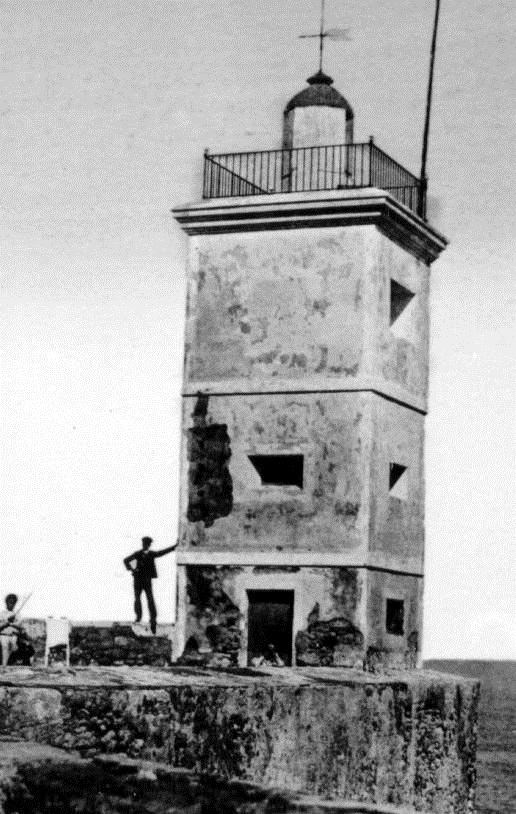
Torre del Guaita de Mar. En l'emplaçament de l'actual far

Va ser edificat en 1918  sobre la torrassa del Bonet, en el lloc d'un petit far edificat en 1854, que seria denominat en 1903 la torre del Guaita de Mar.
En la actualidad alberga la Fundación Melilla Ciudad Monumental, que tiene como objetivo que Melilla sea proclamada Ciudad Patrimonio de la Humanidad y se hace cargo de las reparaciones menores en el recinto histórico.
Aquest far és un dels quatre fars espanyols de la costa d'Àfrica juntament amb el de Ceuta, el Penyal dels Vélez i el de les Illes Chafarinas.

## Descripció

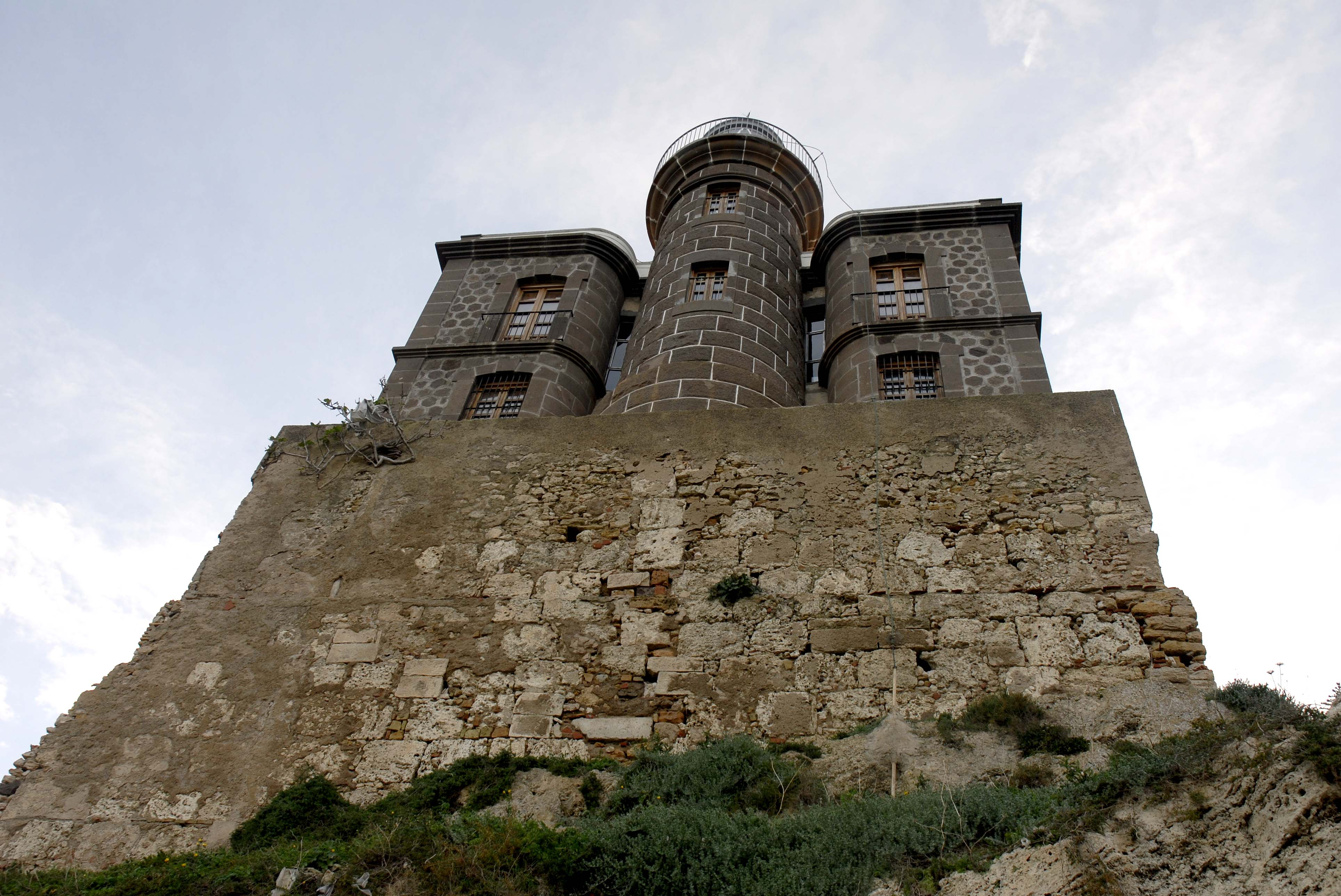
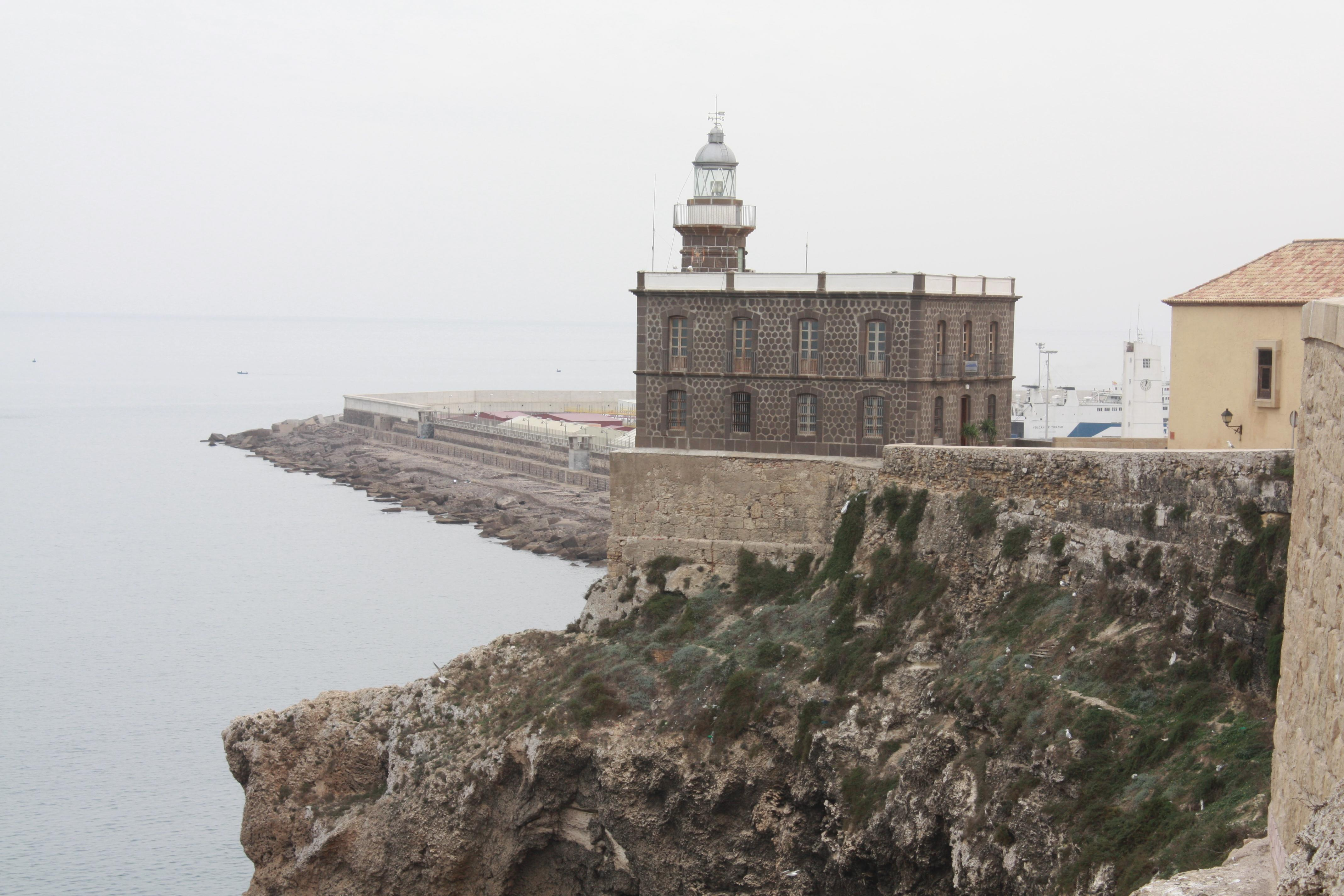
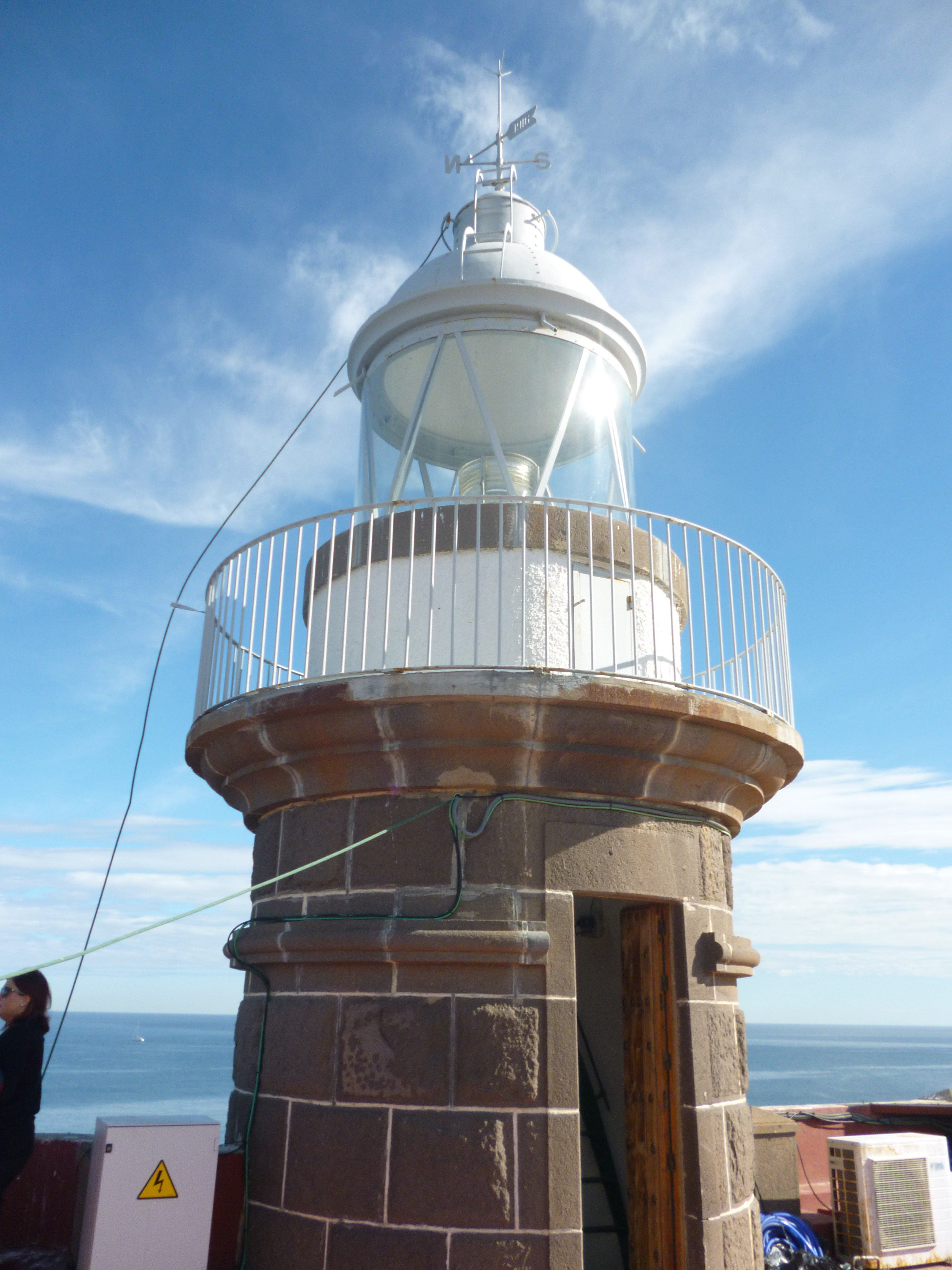
Llanterna

És una edificació quadrada, d'una planta baixa i planta alta amb un pati interior porticat i murs exteriors amb pedra negra de la muntanya Gurugú a la qual se li afegeix una torre cilíndrica, el far, amb llanterna. Les façanes compten amb obertures d'arcs escarsers, amb les claus ressaltades i sent el peto de l'edifici de maó pintat, en lloc de la balustrada original.